# Julius Schwarz (Orgelbauer)
Julius Ludwig Ernst Wilhelm Schwarz (* 25. September 1862 in Rostock; † 11. Juli 1934 in Grand Rapids, Michigan) war ein deutscher Orgelbauer.

## Leben

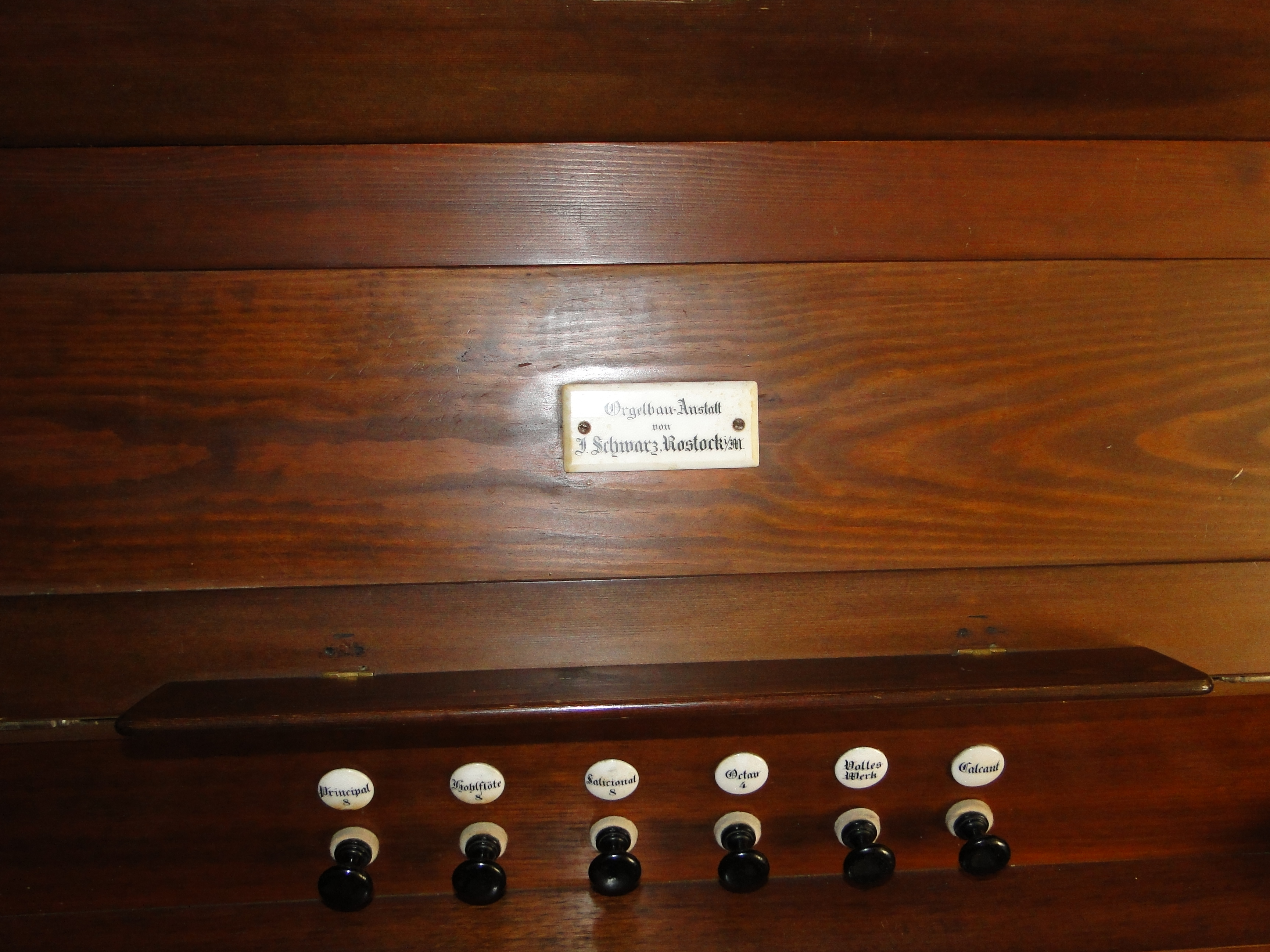
Firmenschild am Spieltisch der Orgel der Dorfkirche Techentin (2012)

Julius Schwarz war ein Sohn des Tischlers und Inspektors des Rostocker Krankenhauses Heinrich Schwarz. Er erlernte den Beruf des Orgelbauers von 1876 bis 1880 in der Werkstatt von Friedrich Mehmel in Stralsund, bereits 1880 war er bei der Reparatur der Orgel der St.-Johannis-Kirche in Lassan beteiligt. Seine Wanderjahre führten ihn nach Barmen zu Richard Ibach, und nach Borna zu Richard Kreuzbach. 1887 meldete er eigene Werkstatt in Rostock an. Paul Faust aus Schwelm erlernte hier das Orgelbauerhandwerk. Schwarz war der Erste, der in Mecklenburg Orgeln mit einer pneumatischen Traktur baute, er fertigte etwa 35 Orgelneubauten, hauptsächlich in Mecklenburg aber auch in die Lausitz, nach Hamburg und Norwegen. 1892 und 1894 erfolgten Umzüge in größere Werkräume. Nach der Auslieferung von zwei Orgeln in Kirchen in Stavanger in Norwegen 1898 und der Übergabe seiner Rostocker Firma wegen Zahlungsschwierigkeiten an Carl Börger im Jahr 1900 ging Julius Schwarz nach Norwegen und wurde Teilhaber der Firma NOREG in Sandnes. Er entschloss sich 1903 zusammen mit seiner Frau Marie und 3 Kindern zur Auswanderung nach Amerika. Ein Lebenszeichen von ihm stammt vom 3. Juli 1903 bei seiner Ankunft im Hafen von New York, wo er von Bord des Auswanderungsschiffes Carpathia ging. Im Jahre 1920 wohnt die Familie in Grand Rapids, Kent, Michigan, United States. Dort lässt J. Schwarz 1931 ein Patent zum Bau von Akkordeons registrieren.

## Werkverzeichnis (Auswahl)
| Jahr | Nr. | Ort              | Kirche                     | Bild | Manuale | Register | Bemerkungen |
| ---- | --- | ---------------- | -------------------------- | ---- | ------- | -------- | --- |
| 1889 | 1   | ?                | ?                          |      | I       | 2        | Werkstattorgel von Julius Schwarz mit Principal 8´ und Flöte 8´. Diese Orgel ist in Mecklenburg nicht zu finden, sie wurde wohl außerhalb Mecklenburgs aufgestellt.                                                                              |
| 1889 | 2   | ?                | ?                          |      | II/P    | 15       | In der Zeitschrift für Instrumentenbau (Band 10, S. 426) ist eine Orgel von Schwarz erwähnt die "für die Kirche einer Stadt in Mecklenburg" bestimmt sei. Sie wurde aber mit Sicherheit außerhalb Mecklenburgs aufgestellt.                      |
| 1890 | 3   | Rosenow          | Dorfkirche                 |      | I/P     | 7        | Die Orgel ist unverändert erhalten. Ältester erhaltener pneumatischer Orgelbau Mecklenburgs. |
| 1890 | 4   | Below            | Dorfkirche                 |      | I/aP    | 4        | Die Orgel ist erhalten. 1992 fand Reparatur durch Christian Scheffler (Sieversdorf) statt. 2009 restaurierte Giso Weitendorf die Orgel. |
| 1891 | 5   | Roggendorf       | Dorfkirche                 |      | II/P    | 11       | Die Orgel ist erhalten. Eine Restaurierung des Instruments ist geplant. Die Orgel wurde durch Generalconsul Hasse der Gemeinde geschenkt. |
| 1892 | 6   | Badow            | Dorfkirche                 |      | I/P     | 5        | Die Orgel ist nicht erhalten. 1975 wurde ein Neubau (I/P/5) durch Wolfgang Nußbücker erstellt. |
| 1892 | 7   | Baumgarten       | Dorfkirche                 |      | I/aP    | 6        | Die Orgel ist erhalten. |
| 1892 | 8   | Minzow           | Dorfkirche                 |      | I/P     | 7        | Die Orgel ist erhalten. |
| 1892 | 9   | Prestin          | Dorfkirche                 |      | I/aP    | 5        | Die Orgel ist verändert erhalten. Der Orgel fehlen sämtliche Metallpfeifen. |
| 1892 | 10  | Gollmitz         | Dorfkirche                 |      | I/aP    | 4        | Der Zustand der Orgel ist unklar. |
| 1892 | 11  | Groß Pankow      | Dorfkirche                 |      | I       | 5        | Die Orgel ist erhalten. Die Orgel wurde von Julius Schwarz in Groß Pankow aufgestellt. Sie stammt aus dem Beginn des 19. Jahrhunderts von einem unbekannten Orgelbauer und wurde von ihm erweitert.                                              |
| 1893 | 12  | Techentin        | Dorfkirche                 |      | I/aP    | 4        | Die Orgel ist erhalten. 2007 wurde die Orgel restauriert. |
| 1893 | 13  | Westenbrügge     | Dorfkirche                 |      | I/P     | 7        | Die Orgel ist erhalten. 1981 Reparatur durch Firma Voigt (Bad Liebenwerda). 2000 Abbau der Orgel und Lagerung in der Sakristei aufgrund von Renovierungsarbeiten im Kirchenraum. 2013 Restaurierung der Orgel durch Giso Weitendorf.             |
| 1893 | 14  | Plauerhagen      | Dorfkirche                 |      | I/aP    | 4        | Die Orgel ist nicht erhalten. 1974 erfolgte ein Neubau (I/4) durch Wolfgang Nußbücker. |
| 1894 | 15  | Lutheran         | Dorfkirche                 |      | I/aP    | 4        | Die Orgel ist erhalten. |
| 1894 | 16  | Siggelkow        | Dorfkirche                 |      | I/aP    | 4        | Die Orgel ist erhalten. 2022 erfolgte die Restaurierung des Instrumentes. Dabei wurde die Orgel auf I/P/6 erweitert. |
| 1894 | 17  | Rostock          | Nikolaikirche              |      | III/P   | 37       | Die Orgel ist nicht erhalten. Schwarz vollzog einen technischen Neubau der Winzer-Orgel von 1857. Kirche und Orgel wurden am 26. April 1942 zerstört.                                                                                            |
| 1895 | 18  | Hohen Pritz      | Dorfkirche                 |      | I/aP    | 4        | Die Orgel ist verändert erhalten. Dem Instrument fehlen teilweise Metallpfeifen. |
| 1895 | 19  | Nossentin        | Dorfkirche                 |      | I/aP    | 4        | Die Orgel ist erhalten. 2010 erfolgte eine Restaurierung durch Andreas Arnold. |
| 1895 | 20  | Hamburg          | Apostolische Kirche        |      | ?       | ?        | Die Orgel ist nicht erhalten. |
| 1895 | 21  | Fürstlich Drehna | Dorfkirche                 |      | II/P    | 12       | Die Orgel ist nicht erhalten. Die Ausstattung der Kirche wurde 1945 zerstört. |
| 1895 | 22  | Görlsdorf        | Dorfkirche                 |      | I/aP    | 4        | Die Orgel ist erhalten. Sie ist derzeit nicht spielbar. |
| 1896 | 23  | Dänschenburg     | Dorfkirche                 |      | I/P     | 5        | Die Orgel ist erhalten. Sie ist seit 30 Jahren nicht spielbar. |
| 1896 | 24  | Grebbin          | Dorfkirche                 |      | I/aP    | 6        | Die Orgel ist erhalten. Das Baujahr ist nicht genau festgelegt. |
| 1896 | 25  | Lübtheen         | Lehrerseminar              |      | II/P    | 7        | Die Orgel ist nicht erhalten. Schwarz baute die Orgel unter Verwendung von Teilen des Vorgängerinstrumentes von Johann Heinrich Runge von 1870. 1930 erfolgte die Umsetzung nach Rostock durch Marcus Runge (Schwerin). Der Verbleib ist unklar. |
| 1897 | 26  | Biendorf         | Dorfkirche                 |      | I/aP    | 4        | Die Orgel ist erhalten. 2004 erfolgte die Restaurierung durch Andreas Arnold. |
| 1897 | 27  | Linstow          | Dorfkirche                 |      | I/P     | 6        | Die Orgel ist erhalten. Sie ist nicht spielbar. |
| 1897 | 28  | Mölln            | Dorfkirche                 |      | I/aP    | 3        | Die Orgel ist erhalten. Sie wurde 2013 durch Andreas Arnold restauriert. |
| 1897 | 29  | Rechlin          | Dorfkirche                 |      | II/P    | 11       | Die Orgel ist nicht erhalten. Das Baujahr ist nicht bestätigt. Sie wurde vor 1945 zerstört. |
| 1897 | 30  | Qualitz          | Dorfkirche                 |      | I/P     | 7        | Die Orgel ist nicht erhalten. 1982 erfolgte der Einbau Winterkirchen-Orgel des Güstrower Domes durch Wolfgang Nußbücker. |
| 1898 | 31  | Woserin          | Dorfkirche                 |      | I/P     | 5        | Die Orgel ist nicht erhalten. 1995 erfolgte ein Neubau durch Wolfgang Nußbücker. |
| 1898 | 32  | Ivenack          | Dorfkirche                 |      | II/P    | 14       | Die Orgel ist verändert erhalten. 1956 erfolgte eine Umdisponierung durch Karl Gerbig (Eberswalde). |
| 1898 | 33  | Stavanger        | Hetlandskirken             |      | I/P     | 8        | Die Orgel ist nicht erhalten. 1974 erfolgte ein Neubau der Firma Jehmlich aus Dresden (op. 946) mit II/P/13. |
| 1898 | 34  | Beseritz         | Dorfkirche                 |      | I/P     | 8        | Die Orgel ist erhalten. Sie ist momentan nicht spielbar. Eintrag im Orgelinneren: „Geweiht Himmelfahrt 1898, op. 34“. |
| 1898 | 35  | Stavanger        | reformierte Kirche         |      | ?       | ?        | Die Orgel ist nicht erhalten. |
| 1898 | 36  | Zierzow          | Dorfkirche                 |      | I/aP    | 4        | Die Orgel ist nicht erhalten. Das Baujahr steht nicht sicher fest. Seit 1995 wird eine neue Orgel genutzt. |
| 1899 | 37  | Rostock          | Kloster zum Heiligen Kreuz |      | II/P    | 16       | Die Orgel ist nicht erhalten. 1965 erfolgte ein Neubau III/P/33 durch Firma Schuke (Potsdam). |
| 1900 | 38  | Altkalen         | Dorfkirche                 |      | II/P    | 15       | Die Orgel ist erhalten. Sie wurde 2009 durch Jörg Stegmüller restauriert. |
| 1900 | 39  | Sandnes          | Kirche                     |      | II/P    | 12       | 1938 umgebaut. |
| 1900 | 40  | Haugesund        | Erlöserkirche              |      | II/P    | 30       | Die Orgel ist nicht erhalten. 1955 erfolgte ein Neubau durch Steinmeyer. |
| 1901 | 41  | Hardanger        | Oystese-Kirche             |      | I/P     | 6        | 1928 erneuert, Teile erhalten. |
| 1901 | 42  | Sandnes          | Hoyland-Kirche             |      | I       | 6        | 1938 umgebaut. |
| 1901 | 43  | Soknal           | Kirche                     |      | I       | 4        | Die Orgel ist nicht erhalten. 1963 erfolgte ein Neubau. |